# 150-летие со дня рождения поэта А. С. Пушкина (1799—1837) (серия марок СССР)
«150-ле́тие со дня рожде́ния поэ́та А. С. Пу́шкина» — однолетняя тематическая серия почтовых марок СССР с разными датами выпуска. Посвящена 150-летию со дня рождения поэта А. С. Пушкина и выпускалась 6 июня и 20 июля 1949 года согласно каталогу почтовых марок Михель.
Все шесть задействованных каталогов:
- русский каталог с нумерацией ЦФА (ЦФА)[1];
- русский каталог «Стандарт-Коллекция» (SC)[2];
- американский каталог Скотт (Scott)[3];
- немецкий каталог Михель (Michel)[4];
- английский каталог Стэнли Гиббонс (SG)[5];
- французский каталог Ивер и Телье (Yvert)[6], —

показали одинаковый состав серии. Это однолетняя фиксированная серия.

## Каталожная нумерация
Здесь 5 марок и блок, это однолетняя серия с разными датами выпуска. Первый номер серии ЦФА 1400, дата выпуска марки с первым номером серии 1949-06-06.
| Костюмы народов СССР (1960—1963) | Костюмы народов СССР (1960—1963) | Костюмы народов СССР (1960—1963) | Костюмы народов СССР (1960—1963) | Костюмы народов СССР (1960—1963) | Костюмы народов СССР (1960—1963) | Костюмы народов СССР (1960—1963) | Костюмы народов СССР (1960—1963) | Костюмы народов СССР (1960—1963) | Костюмы народов СССР (1960—1963)    | Костюмы народов СССР (1960—1963) |
| №                                | Дата                             | ЦФА                              | SC                               | Scott                            | Michel                           | SG                               | Yvert                            | Ном.                             | Кр.опис-е                           | Изобр-е                          |
| -------------------------------- | -------------------------------- | -------------------------------- | -------------------------------- | -------------------------------- | -------------------------------- | -------------------------------- | -------------------------------- | -------------------------------- | ----------------------------------- | -------------------------------- |
| 1                                | 1949-06-06Mi                     | 1400                             | 1307                             | 1359                             | 1348A                            | 1488                             | 1341                             | 25к                              | Пушкин-лицеист                      |                                  |
| 2                                | 1949-06-06Mi                     | 1401                             | 1308                             | 1360                             | 1349A                            | 1489                             | 1342                             | 40к                              | Портрет Пушкина                     |                                  |
| 3                                | 1949-06-06Mi                     | 1402                             | 1309                             | 1361                             | 1350A                            | 1490                             | 1343                             | 40к                              | Пушкин и Южное общество декабристов |                                  |
| 4                                | 1949-06-06Mi                     | 1403                             | 1310                             | 1362                             | 1351A                            | 1491                             | 1344                             | 1р                               | Дом-музей Пушкина в Болдино         |                                  |
| 5                                | 1949-06-06Mi                     | 1404                             | 1311                             | 1363                             | 1352A                            | 1492                             | 1345                             | 2р                               | Пушкин и Южное общество декабристов |                                  |
| 6                                | 1949-07-20Mi                     | 1405                             | 1312, 1313, Бл13                 | 1360 a                           | 1348B, 1349B, Block 12           | MS 1492 a                        | Blocs 12                         | 25к × 2, 40к × 2                 | Пушкин-лицеист и портрет            |                                  |

## Описание марок

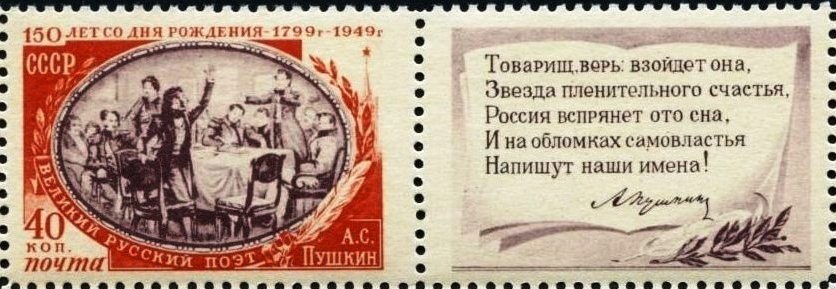
№ CPA 1402 (1949-06-06). Пушкин и Южное общество декабристов. Купон
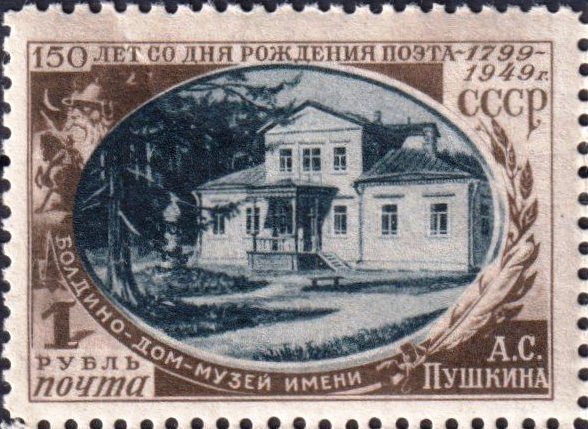
№ CPA 1403 (1949-06-06). Дом-музей Пушкина в Болдино
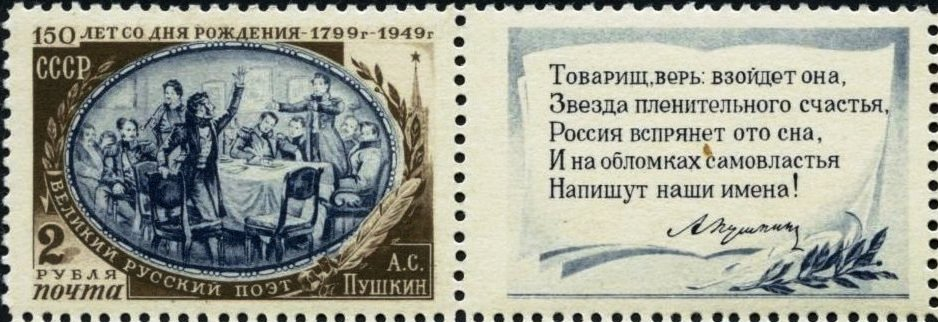
№ CPA 1404 (1949-06-06). Пушкин и Южное общество декабристов. Купон

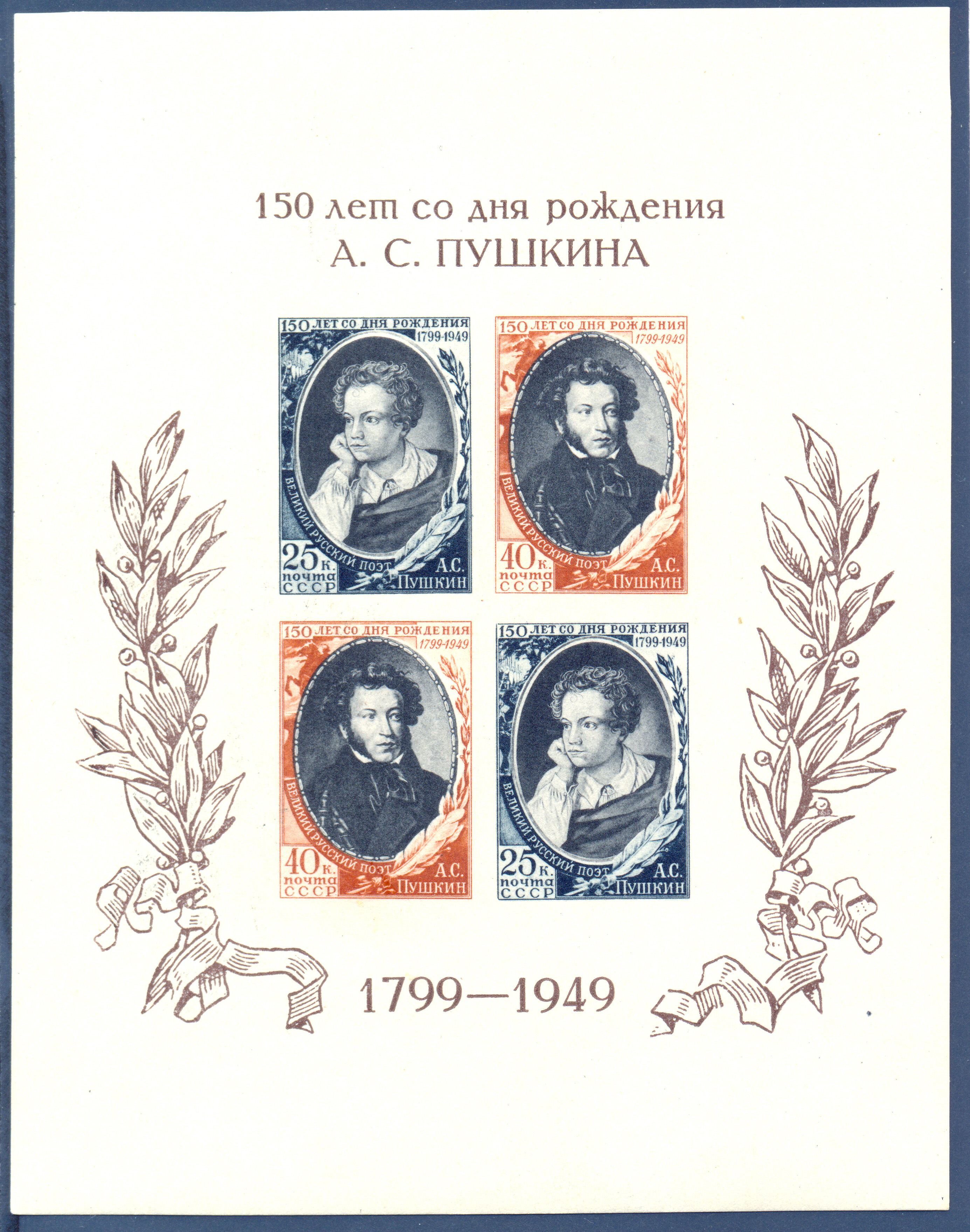
№ CPA 1405 (1949-07-20). Пушкин-лицеист и портрет. Блок

Союз Советских Социалистических Республик выпустил серию из пяти марок 6 июня и блока 20 июля 1949 года. Художник серии В. В. Завьялов. Марки: фототипия на простой (№№ CPA 1400, 1401, 1403) и плотной (№№ CPA 1402, 1404) белой бумаге,  марочный лист 100 (10×10) (№№ CPA 1400, 1401, 1403) и 50 (5×10 с купоном) (№№ CPA 1402, 1404), зубцовка линейная 12,5. Почтовый блок: фототипия рисунка и типографская печать текста, даты и виньеток на белой бумаге (№№ CPA 1405), по две марки №№ CPA 1400, 1401 без зубцов, размер 110×140 мм. Тиражи 1,0, 1,0, 0,7, 0,5, 0,3, 0,1 млн (соответственно №№ CPA 1400—1405):
- марка № CPA 1400, номинал 25 к — портрет А. С. Пушкина в период учёбы в Царскосельском лицее. По гравюре Е. И. Гейтмана «А. С. Пушкин в первые годы пребывания в лицее». Гравюра (1822 год) пунктиром на металле к первому изданию поэмы «Кавказский пленник». Слева вверху иллюстрация к прологу поэмы «Руслан и Людмила». Чёрно-коричневая, тёмно-синяя;
- марка № CPA 1401, номинал 40 к — портрет А. С. Пушкина по картине О. А. Кипренского «Портрет А. С. Пушкина». Холст, масло, 1827 год. Государственная Третьяковская галерея, Москва. Слева вверху иллюстрация к поэме «Медный всадник». Чёрная, красно-коричневая;

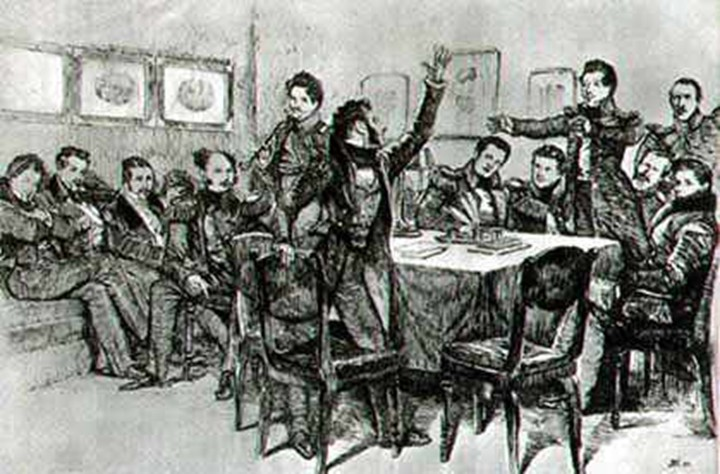
Д. Н. Кардовский «А. С. Пушкин среди друзей-декабристов в Каменке». Бумага, тушь, перо, 1934 год

- марка № CPA 1402, номинал 40 к  — выступление А. С. Пушкина среди членов Южного общества декабристов в селе Каменка (бывшая Киевская губерния) в имении В. Л. Давыдова:

- фрагмент рисунка Д. Н. Кардовского «А. С. Пушкин среди друзей-декабристов в Каменке». Бумага, тушь, перо, 1934 год. Всероссийский музей А. С. Пушкина, город Пушкин;
- на фрагменте изображены: В. Л. Давыдов, А. Л. Давыдов, Н. Н. Раевский, А. Н. Раевский, М. Ф. Орлов, К. А. Охотников, И. Д. Якушкин и А. С. Пушкин;
- на купоне — заключительная строфа стихотворения «К Чаадаеву», 1818:

«Товарищ, верь: взойдет она,
Звезда пленительного счастья,
Россия вспрянет ото сна,
И на обломках самовластья
Напишут наши имена!»
Внизу факсимиле поэта;
тёмно-лиловая, красная, купон тёмно-лиловый;
- марка № CPA 1403, номинал 1 р — дом-музей А. С. Пушкина в селе Болдино (бывшая Нижегородская губерния, ныне Нижегородская область), где А. С. Пушкин жил в 1830 году. Слева вверху иллюстрация к поэме «Руслан и Людмила» (бой Руслана с Головой). Тёмно-синяя, тёмно-коричневая;
- марка № CPA 1404, номинал 2 р — рисунок марки № CPA 1402. Синяя, коричневая, купон синий;
- почтовый блок № CPA 1405, номиналы 25 к × 2 и 40 к × 2, размер 110 × 142 мм — две марки № CPA 1400 и две марки № CPA 1401. Текст на полях: «150-лет со дня рождения поэта А. С. Пушкина. 1799—1949». Оливковые ветви, перевитые лентами. Многоцветный.

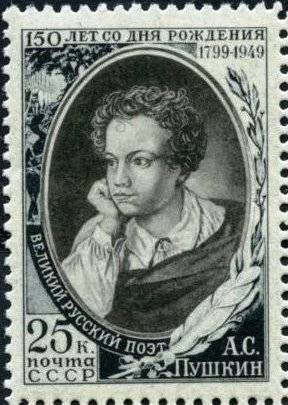
№ CPA 1400 (1949-06-06). Пушкин-лицеист
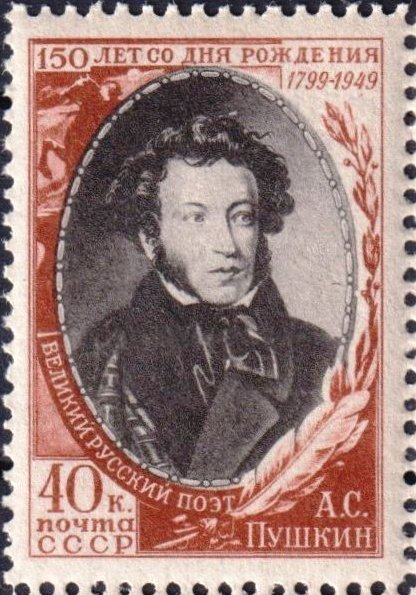
№ CPA 1402 (1949-06-06). Портрет Пушкина

- № CPA 1402 (1949-06-06).
Пушкин и Южное общество декабристов. Купон
- № CPA 1403 (1949-06-06).
Дом-музей Пушкина в Болдино
- № CPA 1404 (1949-06-06).
Пушкин и Южное общество декабристов. Купон

- № CPA 1405 (1949-07-20).
Пушкин-лицеист и портрет. Блок